# Sanna ögonblick
Sanna ögonblick är en dansk-finländsk-svensk romantisk dramafilm från 1998 i regi av Anders Wahlgren och Lena Koppel.

## Handling
Erik är på sin fars begravning tillsammans med sin mor och dotter. En ung kvinna lämnar ett brev till modern från sin far, en barndomsvän och ungdomsförälskelse till modern. Modern vägrar att berätta vad som står i brevet. Så småningom misstänker den unga kvinnan och Erik att de är halvsyskon och försöker finna sanningen i KGBs arkiv i Tallinn.

## Om filmen
Filmen, som är inspelad i Stockholm och Tallinn, är tillåten från 7 år och hade premiär den 28 augusti 1998. Den släpptes på video i mars 1999 och har även visats på SVT, bland annat 2000, 2003 och i december 2024.
Lena Endre var Guldbaggenominerad i kategorin bästa kvinnliga huvudroll 1999 för sin insats i filmen.

## Rollista (urval)
- Lena Endre – Viivi
- Krister Henriksson – Erik
- Anita Björk – Karin
- Per Mattsson – Roland
- Thomas Hedengran – Håkan
- Svetlana Rodina Ljungkvist – prostituerad
- Kjell Höglund – prästen
- Tönu Kark – orkestermedlem

## Musik i filmen
- "Sanna ögonblick", musik: Lisa Nilsson, text: Henrik Janson och Lisa Nilsson, sång: Lisa Nilsson
- "Crystallisatsio, passion" av Erkki-Sven Tüür
- "Beside Our Fence", framförd av Pelle Appelin
- "Love Collage Music", skriven och framförd av Anders Paulsson